# BYD Qin
BYD Qin (произн. БИД Цинь) — автомобиль, производимый с 2012 года китайской компанией BYD Auto, флагманский седан компании. Выпускается в версиях «гибридного» и электромобиля, а также обычного автомобиля с ДВС. В первом поколении модель была самым продаваемым «гибридом» в Китае в 2014 и 2015 годах, вторым в 2016 году. В 2019 году вышло второе поколение — Qin Pro, а в 2021 году появилась её рестайлинговая версия Qin Plus, но и выпуск первого поколения после фейслифта 2019 года был продолжен под названием all-new Qin.

## История

### Первое поколение: 2012—2018
Модель была представлена на Пекинском автосалоне 2012 года. Название было дано в честь династии Цинь — первой императорской династии Китая.
Qin создана на базе второго поколения BYD F3 и внешне полностью повторяет её, является преемником её электроверсии BYD F3DM (которая через год была снята с производства), при этом её железо-фосфатная батарея LiFePO4 примерно на 50 % меньше и легче чем у F3DM, но мощнее: 13 кВт⋅ч вместо 16 кВт⋅ч, обладает высокой плотностью энергии, выдерживает до 4000 зарядов.
Вначале был представлен «гибрид» BYD Qin с запасом электрохода 82 км, в марте 2016 года появилась полностью электрическая модель BYD Qin EV300 с запасом хода по NEDC в 520 км.
Стоимость «гибрида» Qin начиналась от 189 800 юаней, а электромобиля EV300 с 259 800 юаней, без учёта госсубсидий и налоговых льгот для экологически чистых автомобилей.
Продажи в Китае начались в декабре 2013 года. В 2014 году было продано 14 747 единиц Qin, что сделало модель самым продаваемым «гибридом» в Китае, и седьмым самым продаваемым «гибидом» в мире. Успех был продолжен в 2015 году — было продано 31 898 единиц модели, она снова стала самым продаваемым «гибридом» в Китае и пятым по продажам «гибридом» в мире. В 2016 году было продано 21 868 единиц, но модель сместилась в Китае на второе место по продажам среди «гибридов», уступив первое место кроссоверу BYD Tang. Далее объём продаж составил 20 738 единиц в 2017 году и 47 425 единиц в 2018 году. К 2019 году совокупные продажи составили 136 818 единиц.
В 2019 году начат выпуск второго поколения модели, но выпуск первого поколения с 2019 года был продолжен после небольшого фейслифта под названием all-new Qin.
- Qin (2012—2018)
- Qin (2012—2018)
- all-new Qin (с 2019 года)
- all-new Qin (с 2019 года)

### Второе поколение: 2019—2024
В сентябре 2018 года было представлено второе поколение модели — Qin Pro, а в 2021 году был проведён рестайлинг, и модель стала называться Qin Plus. Это первый седан BYD, дизайн которого был разработан новым главным дизайнером BYD Вольфгангом Эггером, бывшим главным дизайнером Alfa Romeo. Модель Qin Pro возможна в трёх вариантах: как обычный бензиновый автомобиль BYD Qin Pro, «гибрид» BYD Qin Pro DM и полностью электромобиль BYD Qin Pro EV. А модель Qin Plus доступна в вариантах «гибрид» Qin Plus DM-i и полностью электромобиля Qin Plus EV.
- Qin Pro (с 2018 года)
- Qin Pro (с 2018 года)
- Qin Plus (с 2021 года)
- Qin Plus (с 2021 года)

#### Технические характеристики
| Тип                | ДВС                          | ДВС                | ДВС             | Трансмиссия | Аккумулятор           | Компоновка | Электродвигатель | Электродвигатель    | Электродвигатель | Разгон до 100 км/ч (заявленный) | Запас хода на электричестве (заявленный) | Запас хода на электричестве (заявленный) | Годы производства      |
| Тип                | Объём                        | Мощность           | Крутящий момент | Трансмиссия | Аккумулятор           | Компоновка | Тип              | Мощность            | Крутящий момент  | Разгон до 100 км/ч (заявленный) | NEDC                                     | WLTC                                     | Годы производства      |
| ------------------ | ---------------------------- | ------------------ | --------------- | ----------- | --------------------- | ---------- | ---------------- | ------------------- | ---------------- | ------------------------------- | ---------------------------------------- | ---------------------------------------- | ---------------------- |
| 1.5T, 55 км, DM-i  | BYD472QA 1,5 л (1498 см3) I4 | 81 кВт (110 л. с.) | 135 Н⋅м         | E-CVT       | 8.32 кВт⋅ч LFP Blade  | FWD        | PMSM             | 132 кВт (179 л. с.) | 316 Н⋅м          | 7.9 сек.                        | 55 км (34 миль)                          | 46 км (29 миль)                          | 2021 — настоящее время |
| 1.5T, 120 км, DM-i | BYD472QA 1,5 л (1498 см3) I4 | 81 кВт (110 л. с.) | 135 Н⋅м         | E-CVT       | 18.32 кВт⋅ч LFP Blade | FWD        | PMSM             | 145 кВт (197 л. с.) | 325 Н⋅м          | 7.3 сек.                        | 120 км (75 миль)                         | 101 км (63 миль)                         | 2021 — настоящее время |
| Примечания:        |                              |                    |                 |             |                       |            |                  |                     |                  |                                 |                                          |                                          |                        |

### Третье поколение: 2024 — настоящее время
Третье поколение BYD Qin выпускается под названием Qin L (кит. 秦L). Впервые автомобиль был представлен в апреле 2024 года на Пекинском автосалоне. Продаваемый наряду с Qin Plus, Qin L является самой крупной версией Qin длиной более 4,8 м. В отличие от Qin Plus, Qin L не выпускается в виде электромобиля.

Наряду с Seal 06 Qin L является первым автомобилем, базирующимся на платформе DM-i 5.0. Заявленный расход топлива составляет 2,9 л/100 км, а общий запас хода — более 2000 км. Объём бака составляет 65 литров, а ёмкость аккумулятора — 10 кВт⋅ч.
- Вид спереди
- Вид сзади

#### Технические характеристики
| Тип                 | ДВС                          | ДВС                | ДВС             | Трансмиссия | Аккумулятор           | Компоновка | Электродвигатель | Электродвигатель    | Электродвигатель | Разгон до 100 км/ч (заявленный) | Запас хода на электричестве (заявленный) | Запас хода на электричестве (заявленный) | Годы производства      |
| Тип                 | Объём                        | Мощность           | Крутящий момент | Трансмиссия | Аккумулятор           | Компоновка | Тип              | Мощность            | Крутящий момент  | Разгон до 100 км/ч (заявленный) | CLTC                                     | WLTC                                     | Годы производства      |
| ------------------- | ---------------------------- | ------------------ | --------------- | ----------- | --------------------- | ---------- | ---------------- | ------------------- | ---------------- | ------------------------------- | ---------------------------------------- | ---------------------------------------- | ---------------------- |
| 1.5 л, 80 км, DM-i  | BYD476QC 1,5 л (1498 см3) I4 | 74 кВт (101 л. с.) | 126 Н⋅м         | E-CVT       | 10.08 кВт⋅ч LFP Blade | FWD        | TZ210XYB PMSM    | 120 кВт (163 л. с.) | 210 Н⋅м          | 7.9 сек.                        | 80 км (50 миль)                          | 60 км (37 миль)                          | 2024 — настоящее время |
| 1.5 л, 120 км, DM-i | BYD476QC 1,5 л (1498 см3) I4 | 74 кВт (101 л. с.) | 126 Н⋅м         | E-CVT       | 15.87 кВт⋅ч LFP Blade | FWD        | TZ210XYC PMSM    | 160 кВт (218 л. с.) | 260 Н⋅м          | 7.5 сек.                        | 120 км (75 миль)                         | 90 км (56 миль)                          | 2024 — настоящее время |
| Примечания:         |                              |                    |                 |             |                       |            |                  |                     |                  |                                 |                                          |                                          |                        |

## Продажи
| Год  | Китай  | Китай  | Китай         | Китай         | Китай       | Китай       | Китай   |
| Год  | Qin    | Qin EV | Qin Pro (ICE) | Qin Pro DM/EV | Qin Plus DM | Qin Plus EV | Всего   |
| ---- | ------ | ------ | ------------- | ------------- | ----------- | ----------- | ------- |
| 2015 | 25,579 |        |               |               |             |             | 25,579  |
| 2016 | 22,614 | 10,182 |               |               |             |             | 32,796  |
| 2017 | 20,623 | 4,873  |               |               |             |             | 25,496  |
| 2018 | 38,859 | 7,851  | 6,916         | 12,245        |             |             | 65,871  |
| 2019 | 8,328  | 5,503  | 17,772        | 20,586        |             |             | 52,189  |
| 2020 | 16,599 | 41,621 | 12,638        | 11,326        |             |             | 82,184  |
| 2021 | 2,086  | 19,477 | 2,138         | 712           | 169,807     | 56,151      | 194,220 |
| 2022 |        | 33,792 |               |               | 195,349     | 119,933     | 349,074 |
| 2023 |        | 26,282 |               |               | 327,371     | 128,492     | 482,145 |